# Miguel Ángel Etchegaray
Miguel Ángel Etchegaray (Mercedes, Buenos Aires, Argentina, 2 de enero de 1954) es un expiloto argentino de automovilismo. Desarrolló su carrera deportiva entre las más importantes categorías a nivel nacional de su país, destacándose en el Turismo Carretera y el TC 2000. En su palmarés se destaca su título en el año 1985 de la Fórmula Renault Argentina, donde se convirtió en el único piloto en consagrarse campeón con un chasis armado por el preparador Oreste Berta, siendo al mismo tiempo el único en consagrarse con un chasis diferente a los tradicionales Tulia XXV de Tulio Crespi, que fueran homologados por la categoría hasta el año 2006.
Durante su trayectoria deportiva se destacó como defensor de la marca Ford en el Turismo Carretera y de Renault en el TC 2000. Se había retirado de manera momentánea en el año 2005 compitiendo en el TC con un Ford Falcon, sin embargo su retiro duró hasta el año 2009, cuando luego de competir como invitado de José María López en la denominada "Carrera de la Historia" del Top Race, regresó a la actividad a bordo de un Ford Mondeo II de esta categoría.
Tras su retiro trabajó como director deportivo de la desaparecida escudería Oil Competición, donde acompañó a José María López en el Top Race. Al mismo tiempo, supo acompañar al piloto cordobés en las dos ediciones de la "Carrera de la Historia" del Top Race, como invitado en la competencia de pilotos retirados.

## Trayectoria
- 1985: Campeón Fórmula Renault Argentina (Berta-Renault)
- 1986: TC 2000 (Renault 18)
- 1987: TC 2000 (Renault 18 - Renault Fuego)
- 1988: TC 2000 (Renault Fuego)
- 1989: TC 2000 (Renault Fuego)
- 1990: TC 2000 (Renault Fuego)
- 1991: TC 2000 (Renault Fuego)
- 1992: TC 2000 (Renault Fuego)
- 1993: TC 2000 (Renault Fuego)

Turismo Carretera (Ford Falcon)
- 1994: TC 2000 (Renault 19)

Turismo Carretera (Ford Falcon)
- 1995: TC 2000 (Renault 19)
- 1996: TC 2000 (Ford Escort XR3)

Turismo Carretera (Ford Falcon)
- 1997: TC 2000 (Fiat Tempra)

Turismo Carretera (Ford Falcon)
Top Race (Honda Civic - Volkswagen Golf VR6)
- 1998:Turismo Carretera (Ford Falcon)
- 1999:Turismo Carretera (Ford Falcon)
- 2001:Turismo Carretera (Ford Falcon)
- 2002:Turismo Carretera (Ford Falcon)
- 2003:Turismo Carretera (Ford Falcon)
- 2004:Turismo Carretera (Ford Falcon)
- 2005:Turismo Carretera (Ford Falcon)
- 2009:Top Race V6 (Ford Mondeo II)

Acompañante de José María López en "La Carrera de la Historia" (Ford Mondeo II)
- 2010: Acompañante de José María López en "La Carrera de la Historia" (Ford Mondeo II)

## Resultados

### Turismo Carretera
- Victorias (4): Paraná 1997, Balcarce 1998, Trelew 1998, Río Cuarto 2001.

### Turismo Competición 2000
| Año  | Equipo                   | Auto        | 1     | 2     | 3    | 4    | 5   | 6   | 7     | 8     | 9   | 10  | 11  | 12 | 13   | 14   | 15     | 16     | 17    | 18    | 19  | 20  | 21      | 22  | 23    | 24    | 25  | 26  | 27     | 28     | Res. | Puntos |
| ---- | ------------------------ | ----------- | ----- | ----- | ---- | ---- | --- | --- | ----- | ----- | --- | --- | --- | -- | ---- | ---- | ------ | ------ | ----- | ----- | --- | --- | ------- | --- | ----- | ----- | --- | --- | ------ | ------ | ---- | ------ |
| 1997 |                          |             | RAF I | RAF I | RC I | RC I | POS | POS | SJU I | SJU I | PAR | PAR | GR  | GR | BB I | BB I | SJU II | SJU II | RC II | RC II | NDJ | NDJ | MZA     | MZA | BB II | BB II | TRE | TRE | RAF II | RAF II | 25°  | 4      |
| 1997 | Junior Menem Competición | Fiat Tempra |       |       |      |      |     |     |       |       |     |     | Ret | NL | Ret  | NL   | 9      | 10     | 14    | 12    | Ret | Ret | 19 (16) | 10  |       |       |     |     |        |        | 25°  | 4      |

## Palmarés
| Título  | Categoría                 | Automóvil     | Año  |
| ------- | ------------------------- | ------------- | ---- |
| Campeón | Fórmula Renault Argentina | Berta-Renault | 1985 |